# Фудбалски савез Парагваја
Фудбалски савез Парагваја односно Парагвајска фудбалска асоцијација (шп. Asociación Paraguaya de Fútbol APF) је главно тело фудбала у Парагвају.. Основан је 18. јуна, 1906. године. Први председник је био Др. Адолфо Рикелме (Adolfo Riquelme)  . 
Фудбалски савез Парагваја је одговоран за организацију свих лига и фудбалских догађаја у Парагвају.

## Историја
Главна фудбалска организација Парагваја основана је 18. јуна 1906. године под називом „Лига парагвајског фудбалског савеза“  (шп. Liga Paraguaya de Football Association), касније је „фудбалска асоцијација“ скраћена у само „фудбал“ (1957. уместо позајмљене енглеске употребљавана је шпанска реч „Fútbol“) . Дана 3. децембра 1998, организација је почела да носи своје садашње име. Значајно је да је од 1911. до 1917. године у Парагвају постојала дисидентна организација са истим именом, која је одржала своје првенство, а које званична организација није признала. 

## Остварења
- Копа Америка: 2х шампиони (1953, 1979)
- Летње олимпијске игре: 1 сребрна медаља ([Атина 2004)
- Светско првенство у фудбалу: 8. учешћа (1930, 1950, 1958, 1986, 1998, 2002, 2006, 2010)